# Popular (песня Эрика Сааде)
«Popular» — песня в исполнении шведского исполнителя Эрика Сааде, представляющая страну на музыкальном конкурсе «Евровидение 2011», где заняла 3 место. Песня стала победителем конкурса «Melodifestivalen» 12 марта 2011. При отборе на Евровидение песня получила наибольшее количество голосов и у профессионального жюри, и в телеголосовании. 12 мая 2011 года песня прошла в финал Евровидения 2011. 14 мая 2011 года композиция заняла 3 место на конкурсе Евровидение 2011 в Дюссельдорфе. «Popular» была издана в виде сингла 4 марта 2011 и сразу же возглавила шведский чарт музыкальных синглов Sverigetopplistan; она находилась на вершине хит-парада 4 недели подряд.

## Список композиций
Digital download #1
| №  | Название  | Длительность |
| -- | --------- | ------------ |
| 1. | «Popular» | 3:00         |

Digital download #2
| №  | Название                | Длительность |
| -- | ----------------------- | ------------ |
| 1. | «Popular» (Album Remix) | 3:08         |

Digital download #3
| №  | Название                 | Длительность |
| -- | ------------------------ | ------------ |
| 1. | «Popular» (Slow Version) | 3:15         |

## Позиции в чартах
| Чарт (2011)                                | Лучший результат |
| ------------------------------------------ | ---------------- |
| Австрия (Ö3 Austria Top 40)                | 29               |
| Бельгия/Фландрия (Ultratip Bubbling Under) | 4                |
| Бельгия/Валлония (Ultratip Bubbling Under) | 23               |
| Дания (Tracklisten)                        | 38               |
| Финляндия (Suomen virallinen lista)        | 17               |
| Германия (GfK)                             | 48               |
| Ирландия (IRMA)                            | 27               |
| Швеция (Sverigetopplistan)                 | 1                |
| Великобритания (OCC UK Singles)            | 76               |

## Хронология релизов
| Страна   | Дата             | Формат               | Лейбл           |
| -------- | ---------------- | -------------------- | --------------- |
| Швеция   | 28 февраля, 2011 | цифровая дистрибуция | Roxy Recordings |
| Германия | 12 мая, 2011     | цифровая дистрибуция | Roxy Recordings |

## Обвинения в плагиате
К авторам были предъявлены обвинения в схожести с песней Boney M. «Nightflight to Venus» и песней «Kall som is» шведской группы Gemini. В свою очередь, летом 2011 года в Интернете появились слухи, что сингл «I Wanna Go» Бритни Спирс слишком похож на песню Сааде.